# Лукас, Сидни
Сидни Эллен Лукас (англ. Sydney Ellen Lucas; 11 июля 2003, Атланта) — американская актриса кино, телевидения и театра.

## Карьера
В 2012 году выступала на сцене Metropolitan Opera в постановке шекспировского «Макбета».
Она стала известна благодаря своему яркому исполнению роли Элисон Бекдел в детстве в оригинальной офф-бродвейской и бродвейской постановке мюзикла Лизы Крон и Джанин Тесори Fun Home, за которую была награждена премией Obie и номинирована на престижные Драма Деск и «Тони».
В 2017 году Сидни была приглашена в драматический сериал канала AMC «Сын», где её партнёром выступает Пирс Броснан.

## Фильмография
- Команда Умизуми (2011) — озвучка
- Лалалупси (2012) — озвучка
- Улица Сезам (2012) — девочка
- Имоджен (2012) — Имоджен в детстве
- Saturday Night Live (2013) — дочь Джереми Реннера
- Дорогой доктор (2013) — Ларкин
- Близнецы (2014) — Мэгги в детстве
- Мисс Переполох (2014) — Джози Альбертсон
- Закон и порядок: Специальный корпус (2014) — Райан Каталано
- Как и почему (2014) — Китти
- Дуди (2016)
- Сын (2017) — Джинни Маккалоу
- Чувак (2018) — Оливия

## Награды и номинации
| Год  | Премия                             | Категория                                              | Роль     | Итог      |
| ---- | ---------------------------------- | ------------------------------------------------------ | -------- | --------- |
| 2014 | Lucille Lortel Award               | Лучшая актриса мюзикла                                 | Fun Home | Номинация |
| 2014 | Премия Кружка театральных критиков | Лучшая актриса мюзикла                                 | Fun Home | Номинация |
| 2014 | Obie                               | Лучшая актриса                                         | Fun Home | Победа    |
| 2014 | Драма Деск                         | Лучшее исполнение женской роли второго плана в мюзикле | Fun Home | Номинация |
| 2015 | Tony Award                         | Лучшая женская роль второго плана в мюзикле            | Fun Home | Номинация |
| 2015 | Broadway.com Audience Choice Award | Прорыв года (актриса)                                  | Fun Home | Номинация |
| 2015 | Theatre World Award                | Theatre World Award                                    | Fun Home | Победа    |
| 2016 | Грэмми                             | Лучший театральный альбом                              | Fun Home | Номинация |